# アメリカン・ウェスト・ベースボールリーグ
アメリカン・ウェスト・ベースボールリーグ（American West Baseball League）は、アメリカ合衆国で活動しているプロ野球の北米独立リーグ。

## 概要
2012年に創設され、2013年からリーグ戦を開始した。アメリカ合衆国のカリフォルニア州、ニューメキシコ州、アリゾナ州と主にアメリカ南西部にチームが所在しており、MLB及びマイナーリーグの活動が行われていない地域で活動していた。
2013年のリーグ戦終了後、1年限りでリーグは解散した。

## リーグ構成球団
| チーム                       | 英名                  | 参加年 | 本拠地                         | 備考 |
| ---------------------------- | --------------------- | ------ | ------------------------------ | ---- |
| フラートン・フライヤーズ     | Fullerton Flyers      | 2012   | カリフォルニア州フラートン     |      |
| ラスクルーセス・サンレイズ   | Las Cruces Sun Rays   | 2012   | ニューメキシコ州ラスクルーセス |      |
| ノガレス・デザートゴースツ   | Nogales Desert Ghosts | 2012   | アリゾナ州ノガレス             |      |
| ノースカウンティ・キャノンズ | North County Cannons  | 2012   | カリフォルニア州サンディエゴ   |      |